# Politikai spektrum

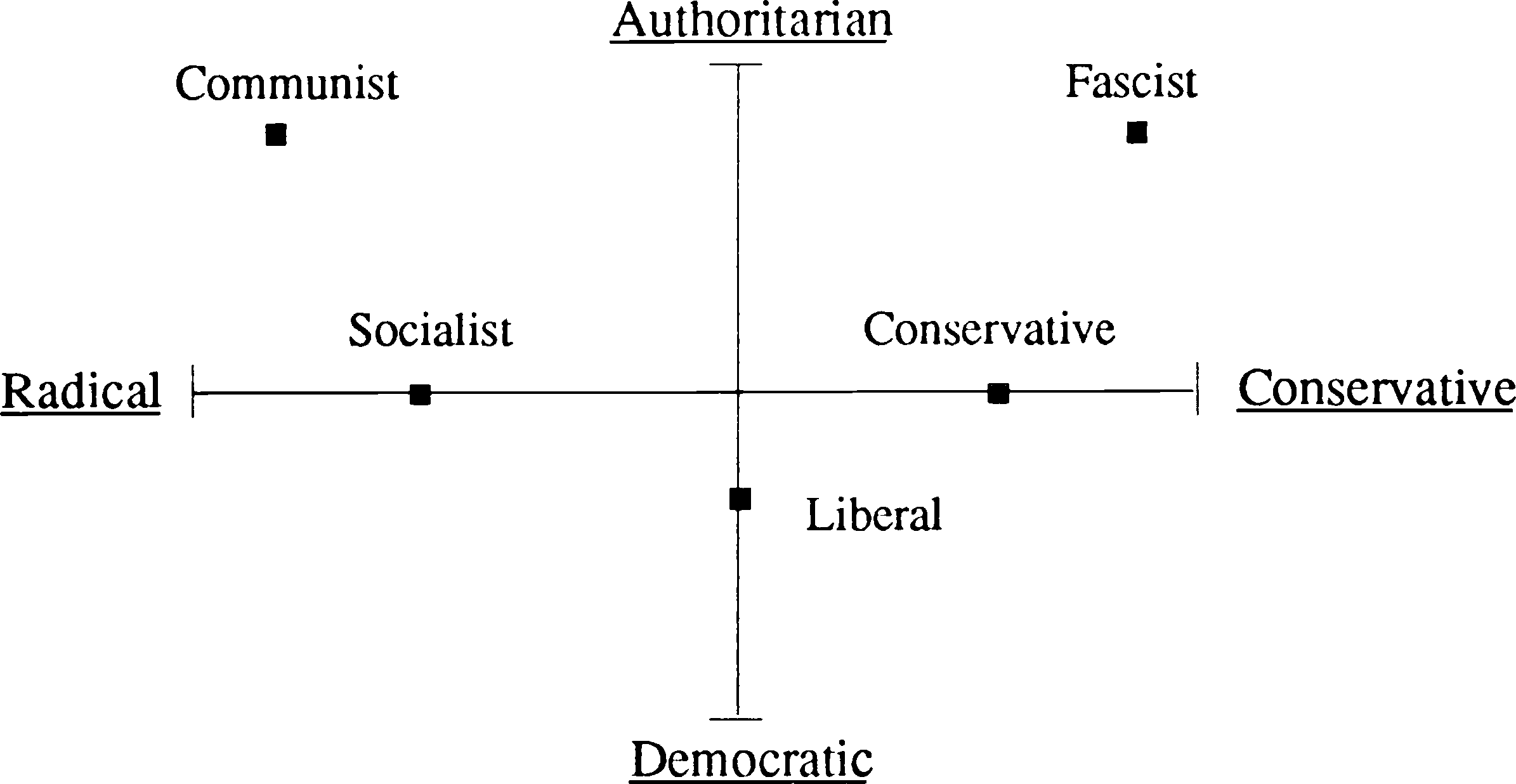
Eysenck modellje (angolul)

A politikai spektrum a különböző politikai pozíciók egymáshoz viszonyított jellemzésére és osztályozására szolgáló rendszer. A politikai  nézetek egy vagy több geometriai tengelyen helyezkednek el, amelyek a különböző politikai változókat hivatottak reprezentálni. A politikai iránytű és politikai térkép kifejezések a politikai spektrumra is utalnak, különösen annak népszerű kétdimenziós modelljeire.
A legismertebb politikai változó a bal–jobb dimenzió. A többdimenziós modellek legismertebb példája a Hans Eysenck és Milton Rokeach által kidolgozott kétdimenziós struktúra, ahol a bal–jobb melletti másik változó a mérsékeltek és a szélsőségesek között tesz különbséget.